# Raymond E. Brown
Raymond Edward Brown, P.S.S (22 de maio de 1928 - 08 de agosto de 1998) foi um padre católico sulpiciano estadunidente e proeminente acadêmico bíblico. Foi considerado especialista no estudo da hipotética Comunidade Joanina, que ele especulava ter contribuído para a autoria do Evangelho de João, e também escreveu estudos sobre o nascimento e a morte de Jesus.
Brown foi professor emérito do Union Theological Seminary (UTS) na cidade de Nova Iorque, onde lecionou por 29 anos. Ele foi o primeiro professor católico a obter estabilidade na instituição, onde ganhou a reputação de professor de nível superior.

## Biografia
Nascido na cidade de Nova Iorque, filho de Robert H. e Loretta Brown, Raymond estudou na Universidade Católica da América, em Washington, D.C., onde obteve bacharelado em 1948 e um mestrado em 1949 como bolsista. Em 1953, foi ordenado sacerdote católico para a Diocese de Santo Agostinho na Flórida, Estados Unidos. Em 1955, ingressou na Sociedade de São Sulpício após receber um doutorado em teologia no St. Mary Seminary, em Baltimore. Obteve um segundo doutorado em línguas semíticas em 1958 pela Universidade Johns Hopkins, tendo como orientador William F. Albright.
Após seus estudos, Brown lecionou em sua alma mater, o St. Mary Seminary, até 1971. Durante este período, foi pesquisador associado no Albright Institute of Archaeological Research, em Jerusalém, onde trabalhou com Manuscritos do Mar Morto. Em 1963, atuou como conselheiro especializado no Concílio Vaticano II.
Brown foi nomeado em 1972 para a Pontifícia Comissão Bíblica. Ele foi professor de Estudos Bíblicos na Seminário Teológico da União, em Nova Iorque, onde lecionou de 1971 e 1990, quando se aposentou com o título de professor emérito. Ele foi presidente da Catholic Biblical Association, da Society of Biblical Literature e da Studiorum Novi Testamenti Societas. Brown recebeu 24 doutorados honorários de universidades nos Estados Unidos e na Europa, incluindo de instituições protestantes.
Brown faleceu no Seminário e Universidade de São Patrício em Menlo Park, Califórnia. O Arcebispo de Los Angeles, Cardeal Roger Mahony, o considerou "o mais distinto e renomado estudioso católico da Bíblia a surgir neste país" e sua morte, disse o cardeal, foi "uma grande perda para a Igreja".

## Perspectivas acadêmicas
Brown foi um dos primeiros estudiosos católicos nos Estados Unidos a usar o método histórico-crítico para estudar a Bíblia.
Em 1943, revertendo a abordagem que existia desde a encíclica Providentissimus Deus do Papa Leão XIII, 50 anos antes, a encíclica Divino Afflante Spiritu do Papa Pio XII expressou aprovação aos métodos histórico-críticos. Para Brown, isso foi uma "Magna Carta para o progresso bíblico".
Em 1965, no Concílio Vaticano II, a Igreja avançou ainda mais nessa direção, adotando a constituição dogmática sobre a Revelação Divina, conhecida como Dei Verbum, que substituiu o esquema conservador "Sobre as Fontes da Revelação", que havia sido originalmente submetido.

Embora declarasse que a Escritura ensina "sólida, fiel e sem erro aquela verdade que Deus quis que fosse registrada nas Sagradas Escrituras para a salvação", Brown destacou a ambiguidade dessa declaração, que abriu caminho para uma nova interpretação da inerrância ao mudar de uma interpretação literal do texto para um foco em "até que ponto ele se conforma ao propósito salvífico de Deus." Brown viu isso como a Igreja Católica "virando a esquina" em relação à inerrância, afirmando que:
"a Igreja Católica Romana não muda sua posição oficial de forma abrupta. Declarações passadas não são rejeitadas, mas são citadas com elogios e, ao mesmo tempo, reinterpretadas [...] O que realmente estava acontecendo era uma tentativa graciosa de reter o que era possível do passado e ao mesmo tempo seguir em uma nova direção."

### Cristologia do Novo Testamento
Em um artigo detalhado de 1965 na revista Theological Studies, examinando se Jesus foi alguma vez chamado de "Deus" no Novo Testamento, Brown escreveu: "mesmo o quarto Evangelho nunca retrata Jesus dizendo especificamente que ele é Deus" e "não há razão para pensar que Jesus foi chamado de Deus nas camadas mais antigas da tradição do Novo Testamento." Ele escreveu que
"gradualmente, no desenvolvimento do pensamento cristão, Deus foi entendido como um termo mais amplo. Viu-se que Deus havia revelado tanto de Si mesmo em Jesus que Deus tinha que ser capaz de incluir tanto o Pai quanto o Filho."
Trinta anos depois, Brown revisitou a questão em um texto introdutório para o público geral, escrevendo: "três instâncias razoavelmente claras no NT (Hebreus 1:8-9, João 1:1, 20:28) e em cinco instâncias que têm probabilidade, Jesus é chamado de Deus," um uso que Brown considerava um desenvolvimento natural das primeiras referências a Jesus como "Senhor".

### Evangelho de João
Brown analisou o Evangelho de João e o dividiu em duas seções, que ele chamou de Livro dos Sinais e Livro da Glória. O Livro dos Sinais narra os milagres públicos de Jesus, que são chamados de sinais. O Livro da Glória apresenta os ensinamentos privados de Jesus aos seus discípulos, sua crucificação e sua ressurreição.
Brown identificou três camadas de texto em João:
1. Uma versão inicial que Brown considera baseada na experiência pessoal de Jesus;
2. Uma criação literária estruturada pelo evangelista que se baseia em fontes adicionais;
3. A versão editada que os leitores da Bíblia conhecem hoje.

## Reações

### Apoio
Brown foi descrito como "o principal estudioso joanino no mundo de língua inglesa." Terrence T. Prendergast afirmou que "por quase 40 anos, o Padre Brown envolveu toda a igreja na empolgação e nas novas possibilidades da erudição bíblica."
Grande parte do trabalho de Brown recebeu o nihil obstat e o imprimatur. O nihil obstat é uma declaração de um revisor oficial, nomeado por um bispo, de que "nada impede" que um livro receba o imprimatur; o imprimatur, que normalmente deve ser emitido por um bispo da diocese de publicação, é a aprovação oficial "deixe-se imprimir" que um livro não contém nada prejudicial à fé e à moral católicas. Brown foi o especialista nomeado para revisar e fornecer o nihil obstat para o The Jerome Biblical Commentary e o The New Jerome Biblical Commentary, o livro de referência básico padrão para os estudos bíblicos católicos, e serviu como um de seus editores e autores, juntamente com dezenas de outros estudiosos católicos.
Joseph Ratzinger, mais tarde Papa Bento XVI, elogiou Brown dizendo que ele "ficaria muito feliz se tivéssemos muitos exegetas como o Padre Brown". Posteriormente, no entanto, Ratzinger criticaria o uso excessivo da crítica histórica e partes da erudição de Brown, dizendo que "precisamos de uma autocrítica do método histórico".

### Críticas
A erudição de Brown foi controversa por questionar a inerrância de toda a escritura e lançar dúvidas sobre a precisão histórica de numerosos artigos da fé católica. Ele era considerado como ocupando uma posição central no campo dos estudos bíblicos, opondo-se ao literalismo encontrado entre muitos cristãos fundamentalistas, mas sem levar suas conclusões tão longe quanto muitos outros estudiosos. Seus críticos incluíam o Cardeal Lawrence Shehan, o Padre Richard W. Gilsdorf e George A. Kelly. Gilsdorf definiu o trabalho de Brown como "uma contribuição importante para a terra desolada e confusa de uma 'Igreja Americana' progressivamente alienada de seu centro divinamente constituído." George A. Kelly criticou Brown por questionar se o nascimento virginal de Jesus poderia ser provado historicamente.
Outros escritores, críticos das reivindicações cristãs históricas sobre Jesus, criticaram Brown por excesso de cautela, argumentando que ele não estava disposto a reconhecer as implicações radicais dos métodos críticos que estava utilizando. O crítico literário Frank Kermode, em sua revisão de The Birth of the Messiah, acusou Brown de estar muito ansioso para garantir o imprimatur da Igreja Católica.
Em seu obituário para o The New York Times, Gustav Niebuhr escreveu: "O Padre Brown era considerado um centrista, com reputação de homem da igreja e um estudioso rigoroso e exigente cujo trabalho precisava ser levado em consideração."